# Bitwa pod Castelfranco
Bitwa pod Castelfranco – starcie zbrojne, które miało miejsce 24 listopada 1805 roku podczas wojny Francji z trzecią koalicją.
Jesienią 1805 roku Wenecja blokowana była przez francuski korpus dowodzony przez Gouviona Saint-Cyr. W skład korpusu wchodziły resztki Legionów Polskich (2000 piechoty Józefa Grabińskiego i 470 ułanów Rożnieckiego). Korpus austriacki księcia de Rohana zamierzał uwolnić Wenecję od uciążliwej blokady. Na wieść o maszerujących od strony Vorarlbergu Austriakach Gouvion Saint-Cyr wysłał pod Resano dywizję Reyniera (4 700 żołnierzy) by zatrzymała korpus de Rohana. Podczas bitwy Polacy obeszli prawe skrzydło wojsk austriackich i zaatakowali je od tyłu w Castelfranco. Atak ten okazał się decydujący dla losów bitwy i Austriacy skapitulowali.